# التعليم من أجل مواطنة عالمية
يُعد التعليم من أجل المواطنة العالمية (جي إي سي دي) شكلًا من أشكال التربية المدنية التي تشمل مشاركة الطلاب بفعالية في مشاريع تعالج قضايا عالمية ذات طابع اجتماعي أو سياسي أو اقتصادي أو بيئي. العنصران الرئيسيان في التعليم من أجل المواطنة العالمية هما «الوعي العالمي»، وهو الجانب المعنوي أو الأخلاقي للقضايا العالمية، و«الاختصاصات العالمية» أو المهارات، ويًقصد منها تمكين المتعلمين من المشاركة في تغيير العالم وتطويره. كان تعزيز التعليم من أجل المواطنة العالمية استجابة من الحكومات والمنظمات غير الحكومية لظهور مؤسسات فوق وطنية، وتكتلات اقتصادية إقليمية، وتطوير تكنولوجيات المعلومات والاتصالات. أدى ذلك كله إلى ظهور نهج للتعليم أكثر توجهًا نحو العالم وأكثر تعاونًا. يتناول التعليم من أجل المواطنة العالمية مواضيع مثل السلام وحقوق الإنسان، والتفاهم بين الثقافات، وتعليم المواطنة، واحترام التنوع والتسامح، والشمولية.
يوفر التعليم من أجل المواطنة العالمية المنظار العام الذي ينظر إلى دور التعليم في تعزيز سيادة القانون، وهو يستمد خبرته من عمليات تعليمية أخرى، بما في ذلك التثقيف في مجال حقوق الإنسان، والتثقيف في مجال السلام، والتعليم من أجل التنمية المستدامة، والتعليم من أجل التفاهم الدولي والتفاهم بين الثقافات. يهدف التعليم من أجل المواطنة العالمية إلى تمكين المتعلمين من المشاركة والاضطلاع بأدوار فعالة، سواء على الصعيد المحلي والعالمي، كمساهمين نشطين في إيجاد عالم أكثر عدلًا وسلمًا وتسامحًا وشمولًا وأمنًا واستدامة. يطمح التعليم من أجل المواطنة العالمية إلى أن يكون تجربة تحويلية، وأن يتيح للمتعلمين الفرص والكفاءات اللازمة لإعمال حقوقهم والتزاماتهم بتعزيز عالم ومستقبل أفضل. يُعتبر التعليم من أجل المواطنة العالمية مبنيًا على منظور تعليمي مدى الحياة. لا يقتصر التعليم من أجل المواطنة العالمية على الأطفال والشباب فحسب، بل هو للبالغين أيضًا. يمكن تقديمه في أطر وسياقات رسمية وغير رسمية. لهذا السبب، يُعد التعليم من أجل المواطنة العالمية جزءًا لا يتجزأ من الهدف الرابع من أهداف التنمية المستدامة بشأن التعليم (إس دي جي 4، الهدف 4.7)

## التعريف والأصول
تعرِّف المؤسسة العالمية للمواطنة التعليم من أجل المواطنة العالمية بأنه «مسعى تحولي يستمر مدى الحياة، ويتضمن التعلم المنهجي والخبرة العملية، على حد سواء، وذلك من أجل تشكيل عقلية تهتم بالبشرية وكوكب الأرض، كما يتضمن تزويد الأفراد بكفاءات عالمية من أجل اتخاذ إجراءات مسؤولة تهدف إلى إقامة مجتمعات أكثر عدلًا وسلمًا وأمنًا واستدامة وتسامحًا وشمولًا».
تتألف المواطنة العالمية من ممارسات طوعية موجهة نحو حقوق الإنسان، والعدالة الاجتماعية، وحماية البيئة على المستوى المحلي والإقليمي والعالمي. خلافًا للمواطنة القومية، لا تشير المواطنة العالمية إلى أي مركز قانوني أو ولاء لشكل فعلي من أشكال الحكم. أدى ظهور تكتلات اقتصادية إقليمية ومؤسسات سياسية فوق وطنية مثل الاتحاد الأوروبي، والنهوض بتكنولوجيات المعلومات والاتصالات، إلى أن تحاول الحكومات إعداد السكان، على الصعيد القومي، ليكونوا قادرين على المنافسة في سوق العمل العالمية. أدى ذلك إلى تطبيق برامج عالمية لتعليم المواطنة في المراحل الابتدائية والثانوية والجامعية، وكذلك في المنظمات غير الحكومية المستقلة والمنظمات الشعبية وغيرها من المنظمات التعليمية واسعة النطاق، مثل منظمة البكالوريا الدولية واليونسكو.
من أبرز سمات التعليم من أجل المواطنة العالمية العمل التطوعي الذي يمكن أن يمتد من الجماعات المحلية إلى الجماعات الدولية، وممارسة التعاطف الثقافي، والتركيز على المشاركة الفعالة في الحياة الاجتماعية والسياسية على الصعيدين المحلي والعالمي. في أواخر تسعينيات القرن العشرين، وضعت منظمة أوكسفام في المملكة المتحدة منهجًا دراسيًا للتعليم من أجل المواطنة العالمية، والذي شدد على «الدور (الفعال) للمواطنين العالميين». في هذا النهج، يمكن للأفراد والجماعات داخل قطاع التعليم وخارجه أن يتخذوا إجراءات تعالج، على سبيل المثال، مسائل حقوق الإنسان والتجارة والفقر والصحة والبيئة. يُطلق على ذلك أحيانًا جانب «الوعي العالمي» للتعليم من أجل المواطنة العالمية. مع ذلك، بدأت منظمات مثل اليونسكو في التأكيد أيضًا على «الاختصاصات العالمية»، بما في ذلك إدراج العلوم والتكنولوجيا في مناهجها للتعليم من أجل المواطنة العالمية، من أجل «تعزيز الروابط بين التعليم والتنمية الاقتصادية».

## السمات الرئيسية للمتعلم
يحدد التعليم من أجل المواطنة العالمية ثلاث سمات للمتعلمين، وتشير تلك السمات إلى المؤهلات والصفات التي يهدف التعليم من أجل المواطنة العالمية إلى تطويرها لدى المتعلمين، وتتوافق مع نتائج التعلم الرئيسية المذكورة آنفًا. يجب على هؤلاء المتعلمين أن يكونوا: أصحاب اطلاع ومعرفة نقدية؛ لديهم القدرة على التواصل الاجتماعي واحترام التنوع؛ مسؤولين ومشاركين أخلاقيًا. تستند صفات المتعلمين الثلاثة إلى مراجعة الأدبيات والأطر المفاهيمية لتعليم المواطنة، ومراجعة للنُهج والمناهج الدراسية، فضلًا عن الاستشارات الفنية والأعمال التي قامت بها اليونسكو مؤخرًا بشأن التعليم من أجل المواطنة العالمية.

### الإطلاع والمعرفة النقدية
يطور المتعلمون فهمهم للعالم والمواضيع العالمية وهياكل ونظم الإدارة، بما في ذلك السياسة والتاريخ والاقتصاد، ويطورون فهم حقوق الأفراد والجماعات ومسؤولياتهم (على سبيل المثال، حقوق المرأة والطفل، وحقوق الشعوب الأصلية، والمسؤولية الاجتماعية للشركات)، ويدركون الترابط بين القضايا والبنى والإجراءات المحلية والقومية والعالمية. يطور المتعلمون مهارات البحث النقدي (على سبيل المثال، أين نجد المعلومات وكيف نحلل الأدلة ونستخدمها)، ومهارات التربية الإعلامية وفهم كيف يُجرى توسط المعلومات وتوصيلها. يطور المتعلمون قدرتهم على البحث في المواضيع والقضايا العالمية (على سبيل المثال، العولمة، والترابط، والهجرة، والسلام والنزاع، والتنمية المستدامة) عبر إجراء التحقيقات، وتحليل البيانات، والإبلاغ عن النتائج التي توصلوا إليها. تتمثل إحدى القضايا الرئيسية في الطريقة التي تُستخدم بها اللغة، وعلى وجه التحديد، مدى تأثر الوعي النقدي بهيمنة اللغة الإنجليزية، وكيف يؤثر ذلك على وصول غير الناطقين باللغة الإنجليزية إلى المعلومات.

### التواصل الاجتماعي واحترام التنوع
يتعلم المتعلمون هوياتهم وكيفية وجودهم في إطار علاقات متعددة (على سبيل المثال، الأسرة، والأصدقاء، والمدرسة، والمجتمع المحلي، والبلد) كأساس لفهم البعد العالمي للمواطنة. يطور المتعلمون فهمهم للاختلاف والتنوع (على سبيل المثال، الثقافة، واللغة، والجندر، والحياة الجنسية، والدين)، وكيفية تأثير المعتقدات والقيم على آراء الناس المختلفين عنهم، وأسباب عدم المساواة والتمييز وتأثيرهما. يضع المتعلمون أيضًا في اعتبارهم العوامل المشتركة التي تسمو فوق الاختلاف، ويطورون المعارف والمهارات والقيم والمواقف اللازمة لاحترام الاختلاف والعيش مع الآخرين.

### التحلي بروح المسؤولية والتشارك الأخلاقي
يستكشف المتعلمون معتقداتهم وقيمهم الخاصة ومعتقدات الآخرين وقيمهم. يفهم المتعلمون كيف تستعين عملية صنع القرار الاجتماعي والسياسي بالمعتقدات والقيم على المستويات المحلية والقومية والإقليمية والعالمية، وأيضًا فهم التحديات التي تواجه إدارة المعتقدات والقيم المتعارضة والمتضاربة. يطور المتعلمون أيضًا فهمهم لقضايا العدالة الاجتماعية في السياقات المحلية والقومية والإقليمية والعالمية وكيفية ترابطها. يتناول المتعلمون أيضًا قضايا أخلاقية (تتعلق مثلًا بتغير المناخ، والنزعة الاستهلاكية، والعولمة الاقتصادية، والتجارة العادلة، والهجرة، والفقر والثروة، والتنمية المستدامة، والإرهاب، والحرب). يُتوقع من المتعلمين أن يفكروا في النزاعات الأخلاقية المتصلة بالمسؤوليات الاجتماعية والسياسية وأن يفكروا في التأثير الأوسع لخياراتهم وقراراتهم. ينمي المتعلمون أيضًا المعارف والمهارات والقيم والمواقف من أجل رعاية الآخرين والبيئة ولأجل المشاركة في العمل المدني. يشمل ذلك أيضًا تنمية روح التراحم والتعاطف والتعاون والحوار والمشاركة الفعالة وتنظيم المشاريع الاجتماعية. يتعلمون فرص المشاركة كمواطنين على المستويات المحلية والقومية والعالمية، وعن أمثلة لإجراءات فردية وجماعية اتخذها آخرون لمعالجة القضايا العالمية والظلم الاجتماعي.